# Les Sciences de l'éducation - Pour l'Ère nouvelle
Les Sciences de l'éducation - Pour l'Ère nouvelle est une revue trimestrielle  à comité de lecture créée en 1967 et publiée par le laboratoire de sciences de l'éducation de l'université de Caen-Normandie. La revue s'inscrit dans le champ de l'éducation et de la formation.

## Historique
La revue est créée en 1967 par Gaston Mialaret, l'introducteur des sciences de l'éducation à l'université de Caen et titulaire de l'une des trois premières chaires universitaires de cette discipline en France.
La revue reprend l'intitulé d'une ancienne revue, Pour l’Ère nouvelle, fondée en 1922 par la Ligue internationale pour l'éducation nouvelle, et devenue l'organe du Groupe français d'éducation nouvelle, revue que Mialaret transfère à Caen et qui prend son intitulé actuel Les Sciences de l’éducation - Pour l’Ère nouvelle. La revue est d'abord publiée aux éditions Didier, puis à partir de 1975, par le Laboratoire de psycho-pédagogie de l'université de Caen, qui devient en 1985 le Centre d’études et de recherche en sciences de l’éducation (CERSE).
La revue accueille des réflexions autour de la sociologie de l'école, la formation des adultes et l'éducation comparée.

## Référencement
La revue est inscrite sur la liste de revues de sciences de l'éducation considérées comme référentes par le CNU (70e section) et l'HCERES en 2018, sur la base de données Scopus et sur ERIH PLUS de la Fondation européenne de la science et sur celle établie par l'AECSE (Association des enseignants et chercheurs en sciences de l'éducation). Elle bénéficie du suivi du service Veille et analyse de l'Institut français de l'éducation. La revue est indexée par JournalBase (CNRS) et par le réseau Mir@bel.